# Lorostemon
Lorostemon es un género  de plantas con flor en la familia de las Clusiaceae.

## Taxonomía
El género fue descrito por Adolpho Ducke y publicado en Arquivos do Instituto de Biologia Vegetal 1: 210. 1935. La especie tipo es: Lorostemon bombaciflorus Ducke	

## Especies
- Lorostemon bombaciflorus Ducke
- Lorostemon coelhoi  Paula
- Lorostemon colombianum  Maguire
- Lorostemon negrense  Fróes
- Lorostemon stipitatus  Maguire